# Bahnregelung
Als Bahnregelung, engl. Orbit Control System (OCS), bezeichnet man in der Satellitentechnik die Kontrolle der Translationsbewegungen eines Satelliten, während die Ausrichtung durch Drehung entlang der drei Hauptrotationsachsen Aufgabe der Lageregelung ist. Da Steuerdüsen beide Regelungsaufgaben übernehmen können, fasst man sie unter dem Begriff Attitude and Orbit Control System (AOCS) oder auch Attitude Determination and Control System (ADCS) zusammen.

## Beispiele
Aufgabe der Bahnregelung ist es beispielsweise, geostationäre Satelliten auf ihrer Position zu halten oder Bahntrajektorien (z. B. Hohmannbahn) einzuhalten. Als Aktuatoren dienen Raketentriebwerke, die bei hohen Schubanforderungen chemisch, bei geringeren Anforderungen auch durch elektrische Ionenantriebe geleistet werden.